# Xorides frigidus
Xorides frigidus là một loài tò vò trong họ Ichneumonidae.